# Milan Kadlec (pentatleta)
Milan Kadlec (Kladno, 3 dicembre 1958 – Bělá pod Bezdězem, 24 agosto 2001) è stato un pentatleta cecoslovacco.

## Palmarès
In carriera ha conseguito i seguenti risultati:
per la  Cecoslovacchia:
- Mondiali:

Moulins 1987: argento nel pentathlon moderno individuale.
Budapest 1989: bronzo nel pentathlon moderno a squadre.
Lahti 1990: bronzo nel pentathlon moderno individuale.
- Europei

Berlino Ovest 1987: argento nel pentathlon moderno individuale.